# Козолето
Козолѐто (на италиански: Cosoleto, на местен диалект Cosalìtu, Козалиту) е село и община в Южна Италия, провинция Реджо Калабрия, регион Калабрия. Разположено е на 442 m надморска височина. Населението на общината е 878 души (към 2012 г.).